# Sinfonia n.º 2 (Mahler)

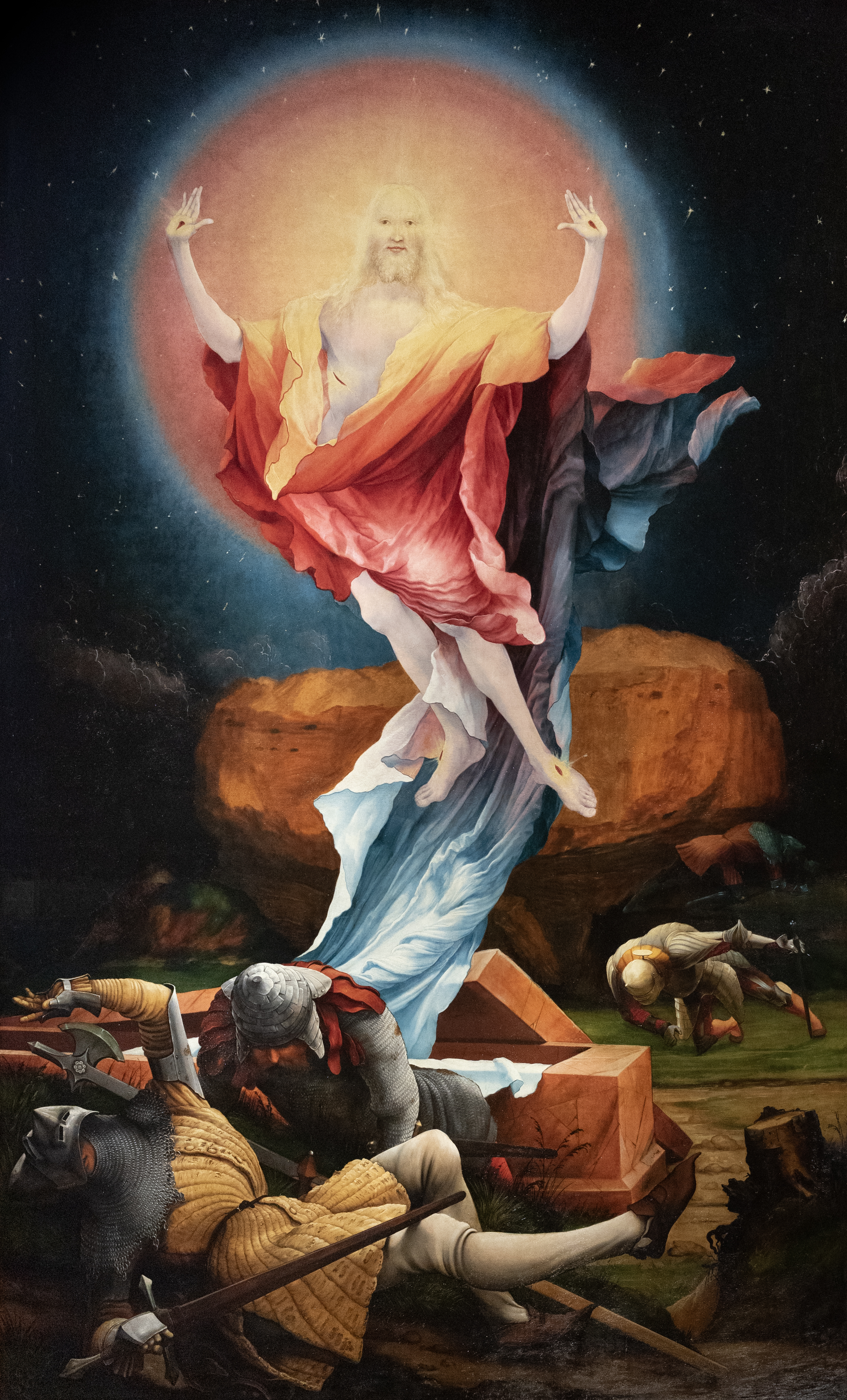
"A Ressurreição", por Matthias Grünewald.

A Sinfonia nº 2 de Gustav Mahler, conhecida como Sinfonia da Ressurreição, foi escrita entre 1888 e 1894 e foi apresentada pela primeira vez em 1895. Essa sinfonia foi uma das obras mais populares e bem-sucedidas de Mahler durante sua vida. Foi sua primeira grande obra que estabeleceu sua visão ao longo da vida da beleza da vida após a morte e da ressurreição. Nesse grande trabalho, o compositor desenvolveu ainda mais a criatividade do "som da distância" e a criação de um "mundo próprio", aspectos já vistos em sua Primeira Sinfonia . O trabalho tem duração de oitenta a noventa minutos e é rotulado convencionalmente como sendo a chave de dó menor; o New Grove Dictionary of Music and Musicians rotula o trabalho C menor–E♭maior.  Foi eleita a quinta maior sinfonia de todos os tempos em uma pesquisa com condutores realizada pela BBC Music Magazine. 

## Histórico
Mahler completou o que se tornaria o primeiro movimento da sinfonia em 1888 como um poema sinfônico de movimento único chamado Totenfeier (Rito Fúnebre). Alguns esboços para o segundo movimento também datam desse ano. Mahler pensou por cinco anos sobre tornar "Totenfeier" o movimento de abertura de uma sinfonia, embora seu manuscrito a rotule como sinfonia. Em 1893, ele compôs o segundo e o terceiro movimentos. O final foi o problema. Enquanto completamente consciente de que ele estava convidando comparação com a 9° Sinfonia de Beethoven, as duas sinfonias usam o coro como peça central de um movimento final, que começa com referências e é muito mais longa do que as anteriores - Mahler sabia que queria um movimento final vocal. Encontrar o texto certo para esse movimento foi longo e desconcertante. 
Quando Mahler assumiu sua nomeação na Ópera de Hamburgo, em 1891, encontrou o outro maestro importante: Hans von Bülow , responsável pelos concertos sinfônicos da cidade. Bülow, conhecido por severidade, ficou impressionado com Mahler. Seu apoio não foi diminuído pelo fato de não gostar ou entender Totenfeier quando Mahler tocou para ele no piano. Bülow disse a Mahler que Totenfeier fez Tristão e Isolda soar para ele como uma sinfonia de Haydn . Quando a saúde de Bülow piorou, Mahler o substituiu. A morte de Bülow em 1894 afetou muito Mahler. No funeral, Mahler ouviu o cenário de Friedrich Gottlieb Klopstock, Die Auferstehung (A Ressurreição), onde o dito diz: "Levante-se novamente, sim, você se levantará novamente / Meu pó".
"Isso me pareceu um raio", escreveu ele ao maestro Anton Seidl , "e tudo me foi revelado de forma clara e clara". Mahler usou os dois primeiros versos do hino de Klopstock e depois adicionou outros versos que tratavam mais explicitamente de redenção e ressurreição.  Ele terminou o final e revisou a orquestração do primeiro movimento em 1894, depois inseriu a música "Urlicht" (Luz Primordial) como o penúltimo movimento. Essa música provavelmente foi escrita em 1892 ou 1893. Mahler criou inicialmente um programa narrativo (na verdade várias versões variantes) para o trabalho, que ele compartilhou com vários amigos (incluindo Natalie Bauer-Lechner e Max Marschalk). Ele até teve uma dessas versões impressas no livro do programa na estréia em Dresden, em 20 de dezembro de 1901. Nesse programa, o primeiro movimento representa um funeral e faz perguntas como "Existe vida após a morte?"; o segundo movimento é uma lembrança de momentos felizes na vida do falecido; o terceiro movimento representa uma visão da vida como atividade sem sentido; o quarto movimento é um desejo de libertação da vida sem sentido; e o quinto movimento - após o retorno das dúvidas do terceiro movimento e das perguntas do primeiro - termina com uma fervorosa esperança de renovação eterna e transcendente, um tema que Mahler acabaria transfigurando na música de Das Lied von der Erde. Como geralmente aconteceu, Mahler posteriormente retirou todas as versões do programa de circulação.

## Características
A Segunda Sinfonia é a primeira sinfonia em que Mahler usa a voz humana. Ela aparece na última parte da obra, no clímax, tal qual a Sinfonia n.º 9 de Beethoven. Além da influência de Beethoven, percebe-se traços de Bruckner e Wagner na composição.
Apesar da origem judia, Mahler sentia fascínio pela liturgia cristã, principalmente pela crença na Ressurreição e Redenção. A Segunda Sinfonia propõe responder à pergunta: "Por que se vive?". Simbolicamente ela narra a derrota da morte e a redenção final do ser humano, após este ter passado por uma período de incertezas e agruras.
A Sinfonia no 2 foi escrita para uma orquestra com as seguintes composição:
4 flautas (todas alternando com 4 piccolos),
4 oboés (2 alternando com corne inglês),
3 clarinetes (Sib, La, Do - um alternando com clarone),
2 clarinetes em Mib,
3 fagotes,
1 contrafagote,
10 trompas em fá (4 usadas fora do palco, menos no final),
8-10 trompetes em fá e dó (4 a 6 usados fora do palco, menos no final),
4 trombones,
1 tuba contrabaixo,
7 tímpanos (um fora do palco),
2 pares de pratos (um fora do palco),
2 triângulos (um fora do palco),
Caixa clara,
Glockenspiel,
3 sinos (Glocken, sem afinação),
2 bombos (um fora do palco),
2 tam-tams (alto e baixo),
2 harpas, órgão,quinteto de Cordas (violinos I, II, violas, cellos e baixos com corda Dó grave). Há ainda: Soprano Solo, Contralto Solo e um Coro Misto.

### Os movimentos
Na sua forma final a sinfonia, cuja duração aproximada é de 80 minutos, é formada por cinco movimentos distribuídos da seguinte forma:
1. 'Totenfeier': Allegro maestoso. Mit durchaus ernstem und feierlichem Ausdruck (~23 minutos)
2. Andante moderato. Sehr gemächlich. Nicht eilen (~10 minutos)
3. In ruhig fliessender Bewegung (~10 minutos)
4. 'Urlicht' . Sehr feierlich, aber schlicht (~5 minutos)
5. Im Tempo des Scherzos. Wild heraus fahrend ('Aufersteh'n') (~37 minutos)

A peça narra a queda e morte do herói, as suas dúvidas, sua fé e a ressurreição no Dia do Juízo Final.
O primeiro movimento é sobre a morte, no segundo a vida é relembrada, e o terceiro apresenta as dúvidas quanto à existência e ao destino. No quarto movimento o herói readquire a sua fé e a esperança. No quinto e último movimento ocorre a Ressurreição, na forma imaginada por Mahler.

## Texto

### Quarto Movimento
| Original no Alemão Urlicht O Röschen rot! Der Mensch liegt in größter Not! Der Mensch liegt in größter Pein! Je lieber möcht' ich im Himmel sein. Da kam ich auf einen breiten Weg: Da kam ein Engelein und wollt’ mich abweisen. Ach nein! Ich ließ mich nicht abweisen! Ich bin von Gott und will wieder zu Gott! Der liebe Gott wird mir ein Lichtchen geben, Wird leuchten mir bis in das ewig selig Leben! — Des Knaben Wunderhorn | Em Português Luz Primordial Ó rosa vermelha! O homem encontra-se em grande necessidade! O homem encontra-se em grande dor! Como eu gostaria de estar no céu. Eu vim por um largo caminho Um anjinho veio e queria me afastar. Ah não! Eu não serei afastado! Eu vim de Deus e retornarei a Deus! O amoroso Deus me dará uma luzinha, Que me iluminará para a abençoada vida eterna! — Des Knaben Wunderhorn |

### Quinto Movimento
| Original no Alemão Aufersteh'n, ja aufersteh'n wirst du, Mein Staub, nach kurzer Ruh'! Unsterblich Leben! Unsterblich Leben wird der dich rief dir geben! Wieder aufzublüh'n wirst du gesät! Der Herr der Ernte geht und sammelt Garben uns ein, die starben! —Friedrich Klopstock O glaube, mein Herz, o glaube: Es geht dir nichts verloren! Dein ist, ja dein, was du gesehnt! Dein, was du geliebt, Was du gestritten! O glaube Du wardst nicht umsonst geboren! Hast nicht umsonst gelebt, gelitten! Was entstanden ist Das muß vergehen! Was vergangen, auferstehen! Hör' auf zu beben! Bereite dich zu leben! O Schmerz! Du Alldurchdringer! Dir bin ich entrungen! O Tod! Du Allbezwinger! Nun bist du bezwungen! Mit Flügeln, die ich mir errungen, In heißem Liebesstreben, Werd'ich entschweben Zum Licht, zu dem kein Aug' gedrungen! Sterben werd' ich, um zu leben! Aufersteh'n, ja aufersteh'n wirst du, mein Herz, in einem Nu! Was du geschlagen zu Gott wird es dich tragen! —Gustav Mahler | Em Português Ressuscitarás, sim, ressuscitarás Ó, meu pó, após breve repouso! Vida imortal! Vida imortal Ser-te-á dada por aquele que te chamou! Para florescer novamente tu foste semeado! O Senhor da colheita vai E recolhe seus feixes: Nós, que morremos! —Friedrich Klopstock Ó crê, meu coração, crê: Não perderás nada! Alcançou aquilo que desejaste, Aquilo que amaste Aquilo por que lutou! Ó crê, Tu não nasceste em vão! Não viveste nem sofreste em vão! O que foi criado Deve perecer O que pereceu deve ressuscitar! Não trema mais! Prepara-te para viver! Ó dor, que penetra tudo De ti fui separado! Ó morte, que conquistas tudo, Agora foste conquistada! Com asas que ganhei, Na dura batalha do amor, Alçarei voo Para a luz que nenhum olho penetrou! Morrerei para poder viver. Ressuscitará, sim, Meu coração ressuscitará em um instante! Tudo o que sofreste, Te levará a Deus! —Gustav Mahler |